# SS Universe Apollo
SS Universe Apollo – nieistniejący już statek morski, zbiornikowiec, pływający w latach 60. i 70. XX w. Pierwszy w historii tankowiec o nośności przekraczającej 100 tysięcy ton i jako taki określany jako „supertankowiec”.

## Historia statku
Jednym z powodów budowy tak dużego tankowca było wydłużenie linii transportowych po praktycznym zamknięciu Kanału Sueskiego w 1956 roku, co wymusiło budowę większych statków, by utrzymać względnie niskie ceny transportu. Pierwszym zamówionym tankowcem o nośności powyżej 100 tys. ton był zamówiony w USA „Manhattan”, ale strajk stoczniowców opóźnił jego budowę i został ukończony dopiero w 1962 roku. „Universe Apollo” został zbudowany dla Universe Tankships w stoczni National Bulk Carriers w Kure w Japonii w 1958 roku. Został ukończony w zaledwie siedem miesięcy i wszedł do służby 16 lutego 1959 roku Czarterowany przez Idemitsu Kosan, Ltd. pływał po ropę naftową na linii do Zatoki Perskiej. Zakończył służbę w Pireusie w Grecji w kwietniu 1977 roku; złomowany w stoczni złomowej w Kaohsiungu na Tajwanie jesienią roku 1979.

## Charakterystyka techniczna
„Universe Apollo” miał długość 289,5 m (949' 9"), szerokość 41,3 m (135' 5") i zanurzenie 15,47 m (50' 9"). Jego nośność wynosiła 114 356 DWT (inne źródła: 104 520 DWT), a pojemność rejestrowa brutto 72 132 GRT. Był napędzany przez dwie turbiny parowe General Electric o mocy 27 500 KM napędzające jedną śrubę, zapewniające mu prędkość marszową około 15,5 węzła. Na próbach w stanie częściowo załadowanym osiągnął prędkość 17,52 węzła. Miał podłużne grodzie dzielące przestrzeń ładunkową na cztery sekcje. W każdej z dwóch środkowych sekcji znajdowało się po 16 zbiorników o wymiarach 40 × 40 stóp i głębokości 67 stóp. Sekcje boczne miały po osiem zbiorników. Dzięki czterem pompom ładunkowym napędzanym turbinami parowymi czas rozładunku pełnego statku wynosił około 30 godzin.
Jego siostrzana jednostka, SS „Universe Daphne”, zwodowana w 1960 roku, miała podobne parametry. W 1962 roku, wraz ze zmianami w międzynarodowych przepisach dla zbiornikowców, obie jednostki otrzymały głębszą linię wodną ładunkową, a ich tonaż został zwiększony do ponad 124 000 ton.